# Hjalmar Wång
Adolf Hjalmar Wång, född 19 februari 1887,  i Örebro Nikolai, död 27 juni 1909 i Stockholm, var en svensk anarkist, känd för sin inblandning i mordet på generalmajor Otto Ludvig Beckman, vilket skedde i anslutning till att tsar Nikolaj II av Ryssland besökte Stockholm 1909.

## Biografi
Wång hade flyttat till Stockholm från Fellingsbro i Västmanland och var aktiv ungsocialist. Han beskrev sig som anarkist, var nykterist och antimilitarist, och hade försörjt sig som grovarbetare och genom att sälja tidningen Brand.
Waldemar Bernhard, som var samtida med Wång, beskrev honom som "lång och mager och ordknapp, såg alltid svulten ut, var fanatisk antimilitarist. Vi talade ofta om handlingens propaganda, som han försvarade mot min kritik. När det blev bekant att tsaren skulle komma, sade han: Den borde man knäppa."
Dagarna innan tsaren besök arresterades ett antal ryska medborgare som av polisen antogs planera ett attentat mot tsaren. Wång hade för flera bekanta och för sin familj talat om ett stundande attentat mot tsaren. Men istället kom han vid midnatt den 26 juni 1909 att skjuta mot chefen för kustartilleriet, generalmajor Otto Ludvig Beckman och kommendören vid flottan Per Dahlgren, som tillsammans varit på Grand Hotell och ätit supé. Skotten föll i Kungsträdgården, ungefär mitt för Thulebolagets hus. Generalmajor Beckman träffades av ett skott i ryggen, mellan skulderbladen, och dog medan Dahlgren lyckades kasta sig undan och undvika två skott varmed den förbipasserande fältskärmästare K.P. Levander träffades och blev lindrigt skadad i höften. Efter attentatet avlossade Wång ett skott mot sitt eget huvud, vilket resulterade i att han blev dödligt sårad och avled dagen därpå.
Wång hade tidigare samma år avtjänat ett fängelsestraff för värnpliktsvägran. I tidningen Brand hade Wång den 6 februari 1909 låtit publicera det brev som han låtit besvara sin inkallelse med:

Till befälhafvaren för Arboga rullföringsområde nr 52.
Jag får härmed meddela, att jag ej kommer att deltaga i edra mordövningar. Och kommer således icke att infinna mig inryckningsdagen. Vill jag mörda någon, kan jag det utan någon eder undervisning. Kom ni med edra fängelser; vårt mod, vår entusiasm skall ni dock icke kunna döda. Leve den revolutionära socialismen!

Hjalmar Wång, medlem av Stockholms norra socialistiska ungdomsklubb.